# 那覇市立仲井真小学校
那覇市立仲井真小学校（なはしりつ なかいましょうがっこう）は、沖縄県那覇市仲井真にある市立小学校。

## 沿革
- 1982年（昭和57年）
  - 1月1日 - 同日付で上間小学校・識名小学校・古蔵小学校から分離、仲井真小学校が新設される。市内30番目の新設校。
  - 4月7日 - 開校式挙行。
  - 4月8日 - 第1回入学式挙行。最初の新入生は190人。
  - 5月29日 - PTA発足。
  - 7月19日 - 地域子ども会、教育隣組結成。校区全家庭参加の33の隣組ができる。
- 1983年（昭和58年）
  - 3月23日 - 第1回卒業式挙行。最初の卒業生は160名。
  - 3月26日 - 教育目標「豊かな心を持ち 自ら学ぶたくましい子」設定。
- 1985年（昭和60年）
  - 1月20日 - 全琉音楽祭へリコーダーアンサンブル出場。同日、校歌制定（作詞:中村秀雄校長、作曲:友寄貞子音楽主任）。
  - 3月3日 - 創立3周年記念式典挙行し、祝賀会開催。
- 1986年（昭和61年）4月4日 - プレハブ仮教室（2教室増築）。
- 1989年（平成元年）
  - 3月4日 - 3階校舎2教室増築。
  - 9月1日 - プレハブ教室にクーラー設置。
- 1991年（平成3年）
  - 3月25日 - プレハブ仮教室増（2教室）。
  - 6月1日 - 10周年記念事業期成会発足。
  - 9月1日 - 図書館、視聴覚室、保健室、理科室、2年6組、なかよし学級、応接室にクーラー設置。
- 1992年（平成4年）
  - 6月21日 - 10周年記念運動会開催。
  - 6月27日 - 仲井真小学校10周年記念式典挙行[1]。

## 通学区域
出典
- 字上間（144～165番地、348番地、354～357番地、360～388番地、389番地3号、397～598番地(ただし598番地1号は上間小の学区)、602～609番地、612番地、619～621番地、634～655番地、670～673番地）
- 字国場（1～147番地、147番地、150～156番地、183～433番地、871～877番地、907～977番地、1002～1014番地）
- 字仲井真（全域）

## 進学先中学校
出典
- 那覇市立仲井真中学校

## 著名な卒業生
- 義元大蔵（実業家、株式会社ディーズプランニング代表取締役。「やっぱりステーキ」「そばよし」「やっぱり らぶ唐」「やっぱりちゃん」「いつでも朝ごはん」「やっぱり食べほ」創業者）

## 周辺
- 社会福祉法人ポプラ福祉会仲井真こども園 - 同一敷地内で、かつ進級前こども園のひとつ。
- 那覇市人材育成支援センターまーいまーいNaha - 敷地が隣接
- 久米仙酒造本社 - 敷地が隣接
- 国場川
- 国道507号
- 那覇市国場児童館
- 那覇市立仲井真中学校 - 仲井真こども園と国場川をはさんで、敷地が隣接。かつ、主な進学先中学校。

## アクセス
- 本島バス4社の路線バスで、「国場」停留所より、
  - 照屋・南城方面行のりばから、徒歩約185m・約3分（学校前にある国道507号をまたぐ横断歩道橋経由）。
  - 那覇市中心部・首里・本島中部方面行のりばから、徒歩約370m・約6分。
  - 糸満（友寄・志多伯経由）方面行のりばから、徒歩約435m・約7分。
  - 糸満（照屋・志多伯経由）方面行のりばから、徒歩約760m・約12分（最短ルートを移動した場合）。